# Cmentarz żydowski w Sośnicowicach
Cmentarz żydowski w Sośnicowicach – został założony w 1829 r. Wskutek dewastacji z czasów III Rzeszy zachowały się jedynie pojedyncze fragmenty macew. Jest to najmniejszy zachowany kirkut na terenie województwa Śląskiego.